# Stanisław Oporowski
Stanisław Oporowski (również Stanisław z Oporowa; ur. przed 1501 w Oporowie, zm. ok. 19 kwietnia 1552 w Oporowie) – prowincjał paulinów, zwany błogosławionym Kościoła katolickiego. 

## Życiorys
Data jego urodzin, podawana przez biografów, jest mało prawdopodobna. Ukończył studia na Akademii Krakowskiej z tytułem bakałarza, a potem doktora filozofii. Do zakonu paulinów wstąpił przed 1515. Dwa lata później został przeorem w Wielgomłynach. Po śmierci prowincjała Macieja z Wojsławic został jego następcą. Z tym tytułem pojawił się w źródłach po raz pierwszy 26 listopada 1530. W 1531 w Wielgomłynach przyjął węgierskiego wizytatora generalnego, Kaspra i jego sekretarza Błażeja, który zadedykował mu potem przedmowę do dzieła G. Gyöngyösiego Decalogus de beato Paulo. Po odejściu z Wielgomłynów przebywał na Jasnej Górze, po czym w 1543 znowu objął tam obowiązki plebana. Przedtem Hieronim Mosiński przekazał klasztorowi na ręce Stanisława dobra we wsi Konopiska k. Częstochowy. Po przyjeździe do Wielgomłynów zetknął się prawdopodobnie po raz pierwszy z prądami reformacyjnymi oraz z niechęcią do klasztoru na Jasnej Górze, którą podsycał starosta chęciński upominający się o dobra w Konopiskach. Nie jest pewne, jak bardzo był w to zamieszany Stanisław, ale stało się to powodem jego prośby o przeniesienie do innego domu zakonnego. Trafił do rodzinnego Oporowa, gdzie spędził ostatnie lata życia.
Zasłużył się dla obrony katolicyzmu w Polsce, nawracając protestantów. Biografowie nazywają go „młotem na heretyków” i patronem kaznodziejów. Przypisuje mu się kazanie na Wawelu z 1540 roku, bardzo ostro krytykował obojętność religijną możnych.
Pierwsza opinia o jego świętości została opublikowana w przez Marcina Baroniusza w 1609 roku; zawierała rażące sprzeczności dat życia. Powtórzył ją  Piotr Jacek Prószcz w 1662. W latach 1663–'69 Jacek Rodnicki spisał obszerny żywot. W 1710 roku Innocenty Pokorski stworzył Litanię o Stanisławie Oporowiczu. W 1722 zainicjował księgę z opisem 56 cudów. W 2. poł. XVIII w. w Oporowie, w miejscu, gdzie się urodził, postawiono kapliczkę. Obecnie znajduje się tam cmentarz założony w 1813.

## Cuda i łaski
Istnieje wiele podań o cudach jakich dokonał Stanisław. Np. raz miał za niego orać anioł, kiedy on się modlił:

Świnty Stanisław, jak chodził na pola łorać, to tak było. Poszed orać, to drugie chłopy mówiom tak, że łun nie łoże, tylko idzie do kościoła modlić sie do krzyża. I naskarżyli panu, że łon nie łoże, tylko modli się przy krzyżu. Przyszed dziedzic, policzyć ile łon załoroł skib. Stanył za krzakiem i widzi, że jego ni ma, a woły chodzom w pługu, a za pługiem chodzi anieł i łoże. Ale ci co naskarżyli, to widzieli tylko, że woły stały, a anioła nie widzieli. Przeliczył dziedzic te skiby, które łoni połorali i które Świnty Stanisław łoroł i mówi tak:
– Źle mówicie, patrzcie, jego ni ma, a woły łożom i łun ma jeszcze dwie skiby nałorane wincy.
I ten dziedzic go zabrał na zamek i powiedział:
– Ty bendziesz błogosławił tylko pola moje!
Bo ten dziedzic widzioł cud. Noi późni go zabrał i stale z nim jeździł do kościoła i z nim się modlił:
– Ty jesteś w łaszcze w boga, bo za ciebie anioł za pługim chodził.

Innym razem, podczas budowania wieży kościelnej, miał uratować spadającego robotnika zatrzymując go w powietrzu:

To beło w Łoporowie. Jak Tyn kościół postawili i jak te wieże końcyli, to tak ten krzyż na cubku stawiali. I temu co go ustawioł jakoś coś się zrobiło, ze zlecioł na głowe. A Świnty Stanisław tak jakoś stojał i patrzył. I łun nie doleciał do zimi, tylko staneł i w powietrzu sie zatrzymał. Nie łupod.
Tak się ludzie zlecieli i już nazywali błogosławiony i wieźli go do Censtochowy

Jak budowali wieże kościoła, to były postawione rynsztunki. Tak jak zwykle. I jeden mularz potknął się na rusztowaniu, spadł i leci w powietrzu. A Świnty Stanisław to obserwował i tak mówi:
– Zatrzymaj się w powietrzu. Pójde do ojca przeora i zapytam się czy ty możesz spaść.
I ten człowiek wisiał w powietrzu, a on poszed zapytać czy ten ma spaść, czy powoli się spuścić. A przeor mówi:
– Drwisz ze mnie!
I wymierzył mu policzek, że to nie prawda co on mówi. Świnty Stanisław się słowa nie odezwał i wyszedł. Poszedł do murarza i mówi:
– Spuść się nadół wolno, bo to co miałeś otrzymać ty, dostałem ja. (...)

Miał też kiedyś poprosić wracającego z pola rataja, żeby zawiózł na wole do Krakowa. Rolnik dojechał tam i z powrotem przed zachodem słońca.

(...) I później tam to miało być, że tyn błogosławiony Stanisław, bo on nie jest świnty, obraził się na przeora. Było to w samo południe i wracali z pola rataje wołami. I on wyszedł, zatrzymał jednego i mówi, żeby go odwióz do Krakowa, bo on już tutaj nie bedzie. A tyn rataj mówi:
– Gdzież to ojcze ja ciebie odwioze taki kawał! Kiedy ja wróce? Kto bedzie za mnie pracował? Co powie pan?
Ale Stanisław mu powiedział:
– Nie martw się i jedź ze mną!
I rzeczywiście odwióz go do Krakowa i wrócił, zanim te rataje woły zaprzegli.

W 1540 miał wymodlić przed obrazem Matki Boskiej Częstochowskiej wskrzeszenie trzech zmarłych naraz. Według podań nad jego trumną miały miejsce liczne cuda i łaski a jego ciało wystawione przez kilka tygodni nie rozkładało się. W celu uniknięcia dalszego kultu (Paulini bowiem nie wynoszą na ołtarze swoich członków) przeor klasztoru w Oporowie ukrył trumnę z ciałem Stanisława. Do dzisiaj nie jest znane miejsce jego pochówku.